# Trouw met mij!
Trouw met mij! (internationale titel: Marry Me!) is een Belgische film uit 2014, geschreven en geregisseerd door Kadir Balci. De film ging in première op 23 oktober op het Filmfestival van Valladolid.

## Verhaal
Turnleraar Jurgen Vindevogel vraagt zijn collega, de Turkse Sibel Koç, na een korte relatie ten huwelijk. Hoewel beiden smoorverliefd zijn, hebben hun beider families problemen met hun trouwplannen. De druk, verwachtingen en twijfels van hun familie beginnen steeds zwaarder te wegen op de voorbereidingen van hun trouwfeest. Het wordt uiteindelijk een trouwfeest om nooit te vergeten.

## Rolverdeling
| Acteur             | Personage      |
| ------------------ | -------------- |
| Dries de Sutter    | Jurgen         |
| Sirin Zahed        | Sibel          |
| Mieke Bouve        | Schepen        |
| Matthieu Sys       | Patrick        |
| Cecile Rigolle     | Martha         |
| Mieke Dobbels      | Tante Kristien |
| Burak Balci        | Kemal          |
| Cenk Aykas         | Eray           |
| Bert Dobbelaere    | Frenki         |
| Emin Mektepli      | Adem           |
| Rudi Delhem        | Harry          |
| Ilan Daneels       | Kevin          |
| Anouk David        | Marie-Jeanne   |
| Dilek Diltemiz     | Gül            |
| Mathilde Strijdonk | Tamara         |

## Productie
De filmopnames liepen van 13 januari tot 14 februari 2014 en vonden plaats in en rond Gent, onder meer in het gemeentehuis van Lovendegem.